# Le Fils du ciel

Le Fils du ciel est une série télévisée franco-québécoise en 26 épisodes de 15 minutes diffusée à partir du 8 novembre 1972 sur la Première chaîne de l'ORTF et à partir du 7 juin 1974 à la Télévision de Radio-Canada.

## Distribution
- Georges Claisse : Jean Lelarge
- Yoko Tani : Gisèle Lelarge
- Louise Latraverse : Françoise Lelarge
- Yves Vincent : Pierre Lelarge
- Valéry Inkijinoff : Minh
- Suzanne Lévesque : Monique
- Michel Daigle : Le chauffeur de taxi
- Michel Georges : Marcellin
- Antoine Fontaine : Luc Nollier
- Marie-Hélène Gagnon : L'amie de Monique
- Jacques Brunet : Friederich
- Antoinette Moya : Suzanne Nollier
- Gérard Buhr : Maréchal
- Michèle Bardollet : Mouche
- André Desprez : Le fermier
- Jacques Galipeau
- Roger Garand
- Philippe Gasté : Guillaume Roy
- Jacques Larochelle
- Jeanne Pérez : La mourante
- Andrée Tainsy : Raymonde
- Jean Zahnd : Roy

## Fiche technique
- Réalisation : Alain Dhénaut
- Scénario de Jean Gérard
- Adaptation et dialogues : Bertrand Millet
- Scénario pour les scènes de neige : Alain Bertrand
- Musique originale et chansons de Jean-Pierre Réginal
- Lieux de tournage : au Québec et dans les Alpes françaises